# The Ridin' Fool
Pour plus de détails, voir Fiche technique et Distribution.
The Ridin' Fool est un film américain réalisé par John P. McCarthy, sorti en 1931.

## Synopsis
Bien qu'il soit innocent, Boston Harry doit être pendu par des miliciens pour le meurtre de Jim Beckworth. Un ami de Boston, le cow-boy Steve Kendall, le sauve, même s'ils sont tous deux amoureux de Juanita, une femme à moitié mexicaine. Steve et Boston se précipitent chez Juanita, où ils se disputent à son sujet. Pendant qu'ils se battent, Nikkos, un autre admirateur de Juanita, vole leur argent et les enferme dans un placard. Ils s'échappent juste avant l'arrivée d'un posse. Steve et Boston se rencontrent à nouveau à Poker City, où Steve tombe amoureux de Sally Warren, pour apprendre que Boston l'a rencontrée en premier. Boston reconnaît Bud, le frère de Sally, comme l'homme qui a tué Beckworth, mais ne dit rien pour épargner les sentiments de Sally. 
Après que Nikkos et Bud ont organisé un hold-up, Steve et Boston sont accusés du crime lorsqu'une femme reconnaît un collier que Boston a donné à Sally. Bien que Boston insiste pour dire qu'il a acheté le collier à Nikkos, celui-ci jure qu'il était avec Bud pendant le vol et Sally corrobore leur alibi. Plus tard, avec l'aide de Sally, Steve et Boston s'évadent de prison juste avant d'être lynchés. Pendant la fusillade qui s'ensuit, Bud essaie d'avouer, mais Nikkos lui tire dessus. Avant de mourir, Bud a le temps d'avouer ses crimes, innocentant Steve et Boston. Steve réconforte Sally et, quand Boston réalise qu'elle aime son ami, il s'écarte.

## Fiche technique
- Titre original : The Ridin' Fool
- Réalisation : John P. McCarthy
- Scénario : Wellyn Totman
- Décors : Ernest R. Hickson
- Photographie : Archie Stout
- Son : J. A. Stransky Jr.
- Montage : Charles J. Hunt
- Production : Trem Carr
- Société de production : Tiffany Productions
- Société de distribution : Tiffany Productions
- Pays de production :  États-Unis
- Langue originale : anglais
- Format : Noir et blanc  — 35 mm — 1,37:1 — son mono
- Genre : Western
- Durée : 58 minutes
- Dates de sortie : États-Unis : 31 mai 1931

## Distribution
- Bob Steele : Steve Kendall
- Frances Morris : Sally Warren
- Florence Turner : "Ma" Warren
- Ted Adams : Boston Harry
- Alan Bridge : Nikkos
- Eddie Fetherston : Bud Warren